# Calcedonie
Calcedonia, denumit și calcedonit, (este forma latinizată a denumirii grecești  χαλκηδών) este un mineral, o varietate de cuarț cu un habitus fibros, microcristalin.

## Descriere
Calcedonia în trecut era folosit ca termen general pentru denumirile de varietăților de cuarț microcristalin ca: cuarțin, cremene, agat, onix, jasp, morganit, etc.
Calcedonia are duritatea 6,5-7 pe scara Mohs, poate fi incolor sau de culoare albăstrui-cenușie, impuritățile creează varietăți brune roșiatice sau verzi. 
Varietățile colorate de calcedonie poartă denumiri diferite ca de exemplu cele de culoare brun roșcate carneol, varietățile verzi Chrysoprase sau de alte culori Jasponix, Massik, Quarzin, Zoisit, Mondstein albastru și Milchstein. 
Unele varietăți de calcedonii pot fi dungate (agat, onix) sau pătate (heliotrop).

## Istoric
Originea etimologică provine din greaca veche χαλκηδών = chalkēdón, singurul izvor vechi istoric existent este din „Mărturisirea profetului Ioan” (capitolul 21) din Noul Testament.
Explicația etimologiei termenului din „Oxford English Dictionary”, care leagă numele mineralului de orașul Calcedon, este considerată foarte îndoielnică.

## Varietăți
- Agat
- Chrysopras
- Heliotrop (Jasp roșu)
- Carneol
- Onix
- Lemn pietrificat

## Răspândire
Calcedonia ia naștere aproape de suprafața pământului în crăpături și goluri (geode) a rocilor magmatice bazice, metamorfice și sedimentare în asociație cu cuarțin, agat, flint  și morganit. Cristalizarea mineralelor (agat) având loc din soluțiile saturate cu bioxid de siliciu SiO2 la temperaturi între 25 și 200  °C. Pe când în rocile sedimentare calcedonieia din „lemnul pietrificat” se formează prin procese de diageneză (concentrare, solidificare) din fosile (diatomee, radiolari). 
Calcedonia se mai găsește în gresii poroase, în faza de cimentare.
Varietățile de culori diferite de calcedonie se află după cum urmează varietatea:
- albastră în Namibia, Turcia și India
- roză în Turcia
- roșie în Rusia și India
- verde închis în Brazilia și Silezia Polonia,
- Sicilia
- Saxonia
- Boemia
- Tirol

## Utilizare
Mineralul este încadrat în categoria semiprețioase, fiind materie primă pentru inele cu piatră, camee sau alte obiecte de podoabă, mineralul fiind folosit încă din antichitate.
Fragmentele mari de calcedonie sunt folosite pentru decorații arhitectonice, stâlpi, coloane, vase sau ca silex era folosit ca lame ascuțite.
- Important de menționat este faptul că mineralul suferă degradări de culoare, dacă este supus acțiunii unor radiații ultraviolete intense .

## Galerie de imagini

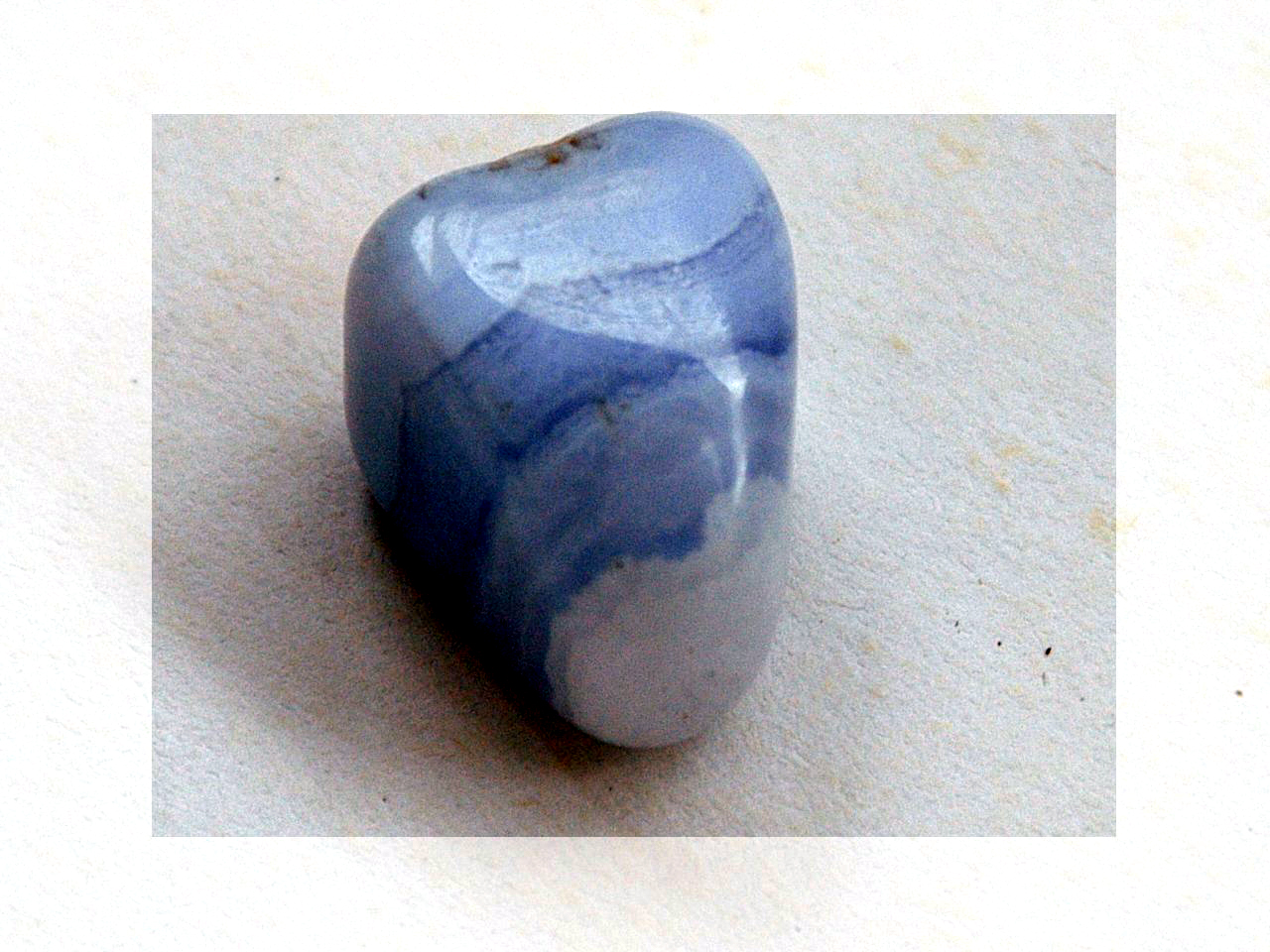
Calcedonie șlefuită
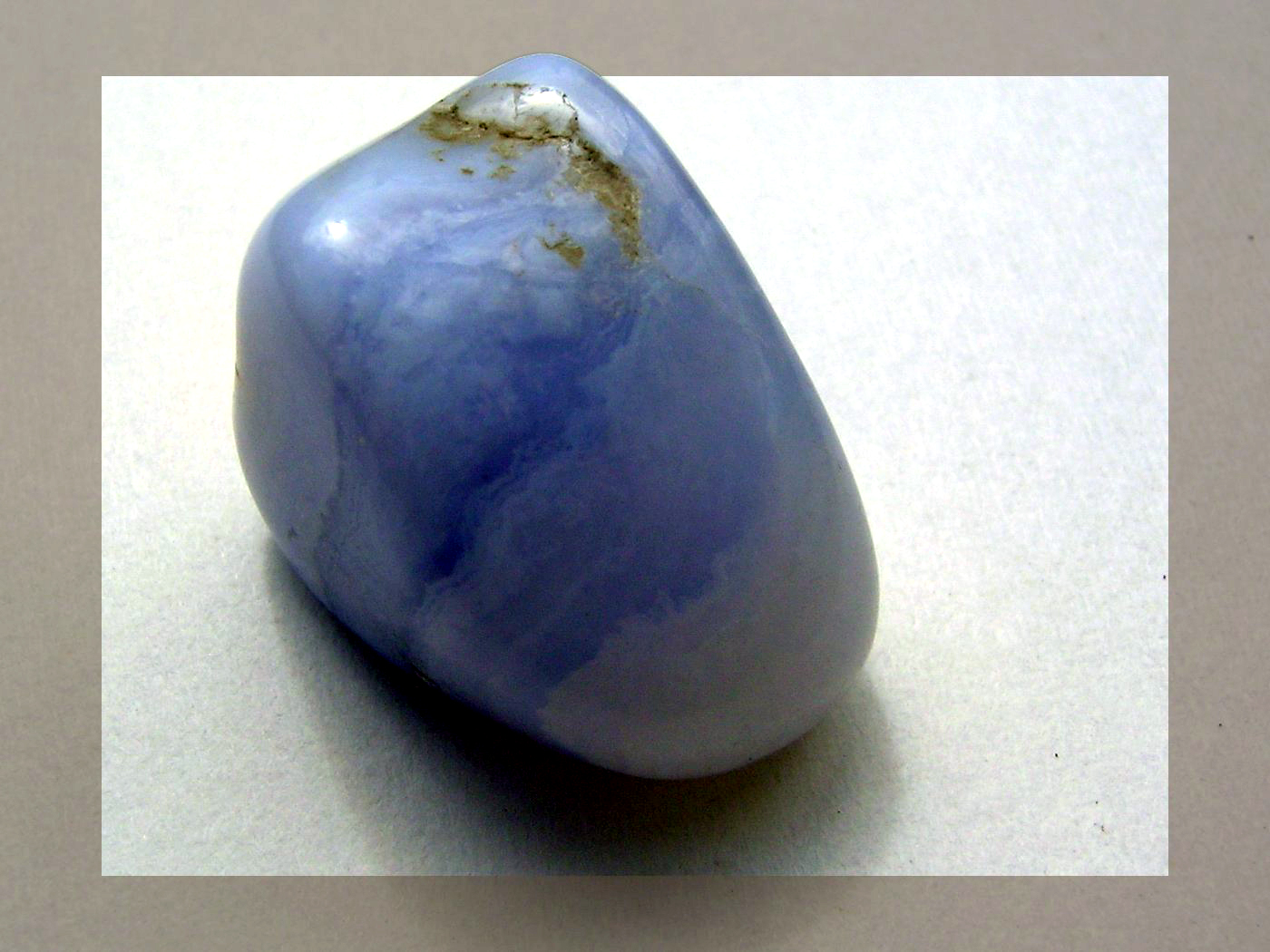
Calcedonie șlefuită